# Knud Erik Pedersen
Knud Erik Pedersen (født 4. juli 1934 i Skarp Salling ved Løgstør, død 15. juni 2024) var en dansk forfatter. Knud Erik Pedersen virkede som folkeskolelærer 1956-1982 og levede siden af sin forfattergerning. Han debuterede i 1977 med romanen Puslingelandet, og hans produktion indbefatter bøger for såvel voksne som børn.
Pedersen fik sit folkelige gennembrud med debutromanen Puslingelandet i 1977 og fortsættelsen Fra asken i 1980 om Esben fra det fiktive sted Skarring i Himmerland. På opfordring fra Gyldendal fortsatte han med denne person fra voksenromanerne som udgangspunkt for en række børnebøger om Esben, som gav ham økonomisk mulighed for at leve af sit skønlitterære forfatterskab. I 1984 vendte han tilbage til voksenserien med romanen Lystgården, der senere med udgivelserne I fjederhammen (1989), Sommerblusset (1999) og Under Kommando (2004) blev til en romanserie på seks bind. Serien havde tydelige selvbiografiske træk om drengen Esben, der efter sin mors død, da han var fem år, vokser op hos sin far, landpostbudet Anders, og to ældre brødre, og senere uddanner sig som lærer, bliver gift og i det sidste bind er værnepligtig soldat.

## Udgivelser
- Puslinglandet roman, 1977
- Fra asken roman, 1980
- Esben børnebog, 1982
- Esben og Jakob børnebog, 1982
- Lystgården roman, 1984
- Esbens hemmelighed børnebog, 1984
- Dommedag nu børnebog, 1985 (forkortet udgave af Esbens flugt)
- Joel og drømmefuglen børnebog, 1985
- Hanegal bag muren roman, 1986
- Esbens flugt børnebog, 1986
- I fjederhammen roman, 1989
- Esben ved skillevejen børnebog, 1991
- Er der håb, Cassio? børnebog, 1991
- Esben i det fremmede børnebog, 1996
- Sommerblusset roman, 1999
- Hvem der først bliver vred billedbog (med illustrationer af Palle Bregnhøj), 2000
- Peik billedbog (med illustrationer af Palle Bregnhøi), 2003
- Der er kommet en komet : gendigtning af nordiske digte for børn, 2003
- Under kommando roman, 2004
- Pjaltehætte billedbog (med tegninger af Palle Bregnhøj), 2006

## Priser
- Gyldendals Boglegat for Børnebogsforfattere 1983
- Kulturministeriets Børnebogspris 1985
- Knud Nissen-prisen 1986
- Martin Andersen Nexø Fondens Pris 1987
- Blicherprisen 1997
- Limfjordsegnens Litteraturpris (Knuth Becker-prisen) 2003